# Randolph Scott
George Randolph Scott (Condado de Orange, 23 de janeiro de 1898 — Beverly Hills, 2 de março de 1987) foi um ator estadunidense, notável pela quantidade de westerns que estrelou, e que fizeram dele um dos atores mais rentáveis de Hollywood durante as décadas de 1940 e 1950.

## Biografia
Vindo de uma família abastada e filho de um rico engenheiro, Randolph Scott foi um dos principais astros de Hollywood. Durante uma visita a Charlotte, na Carolina do Norte, seus pais decidiram enraizar-se no local com o jovem Randolph. Logo depois, Randolph estudou no Instituto Universitário de Tecnologia da Georgia, graças a uma bolsa de estudos ganha por suas performances como jogador de futebol americano. Ferido em uma partida, Scott transferiu-se para a Universidade de Carolina, onde se formou em Engenharia, e logo começou a trabalhar na manufaturação de produtos têxteis.
Descoberto por um agente hollywoodiano, que procurava um dublê para Gary Cooper, Scott largou seu emprego e foi para a Califórnia, onde se encontrou com Howard Hughes, que conseguiu para ele uma audiência com Cecil B. DeMille, com a finalidade de fazer um teste. Aprovado, foi logo empregado para treinar com o próprio astro Gary Cooper o sotaque virginiano para seu filme de 1929 The Virginian, além de ter feito uma ponta como ator no filme.
Enquanto não surgiam propostas de trabalho em Hollywood, Randy (como era conhecido) voltou a jogar (e desta vez profissionalmente) em um time de futebol americano da Califórnia. Alguns agentes da Paramount viram-no em um jogo e lhe ofereceram um contrato. Abandonando de vez o futebol, tornou-se definitivamente ator. Rapidamente, avançou para os papéis principais, graças a sua boa dicção e voz (não fazia tanto tempo que o cinema sonoro havia se firmado em Hollywood, e os chefões dos estúdios estavam dispostos a contratar somente atores e atrizes que tivesse uma boa voz), além de seu porte altivo de 1m94cm, embora seu encanto de "homem calmo" não fosse o bastante para indicar o tremendo sucesso que viria mais tarde.
Apesar de suas qualidades, Randy foi um ator mediano em comédias, drama, e em aventuras ocasionais, até se projetar nos faroestes, onde decididamente se consagrou como um dos maiores ícones americanos de 1940 até 1962, quando se despediu das telas. Sua personalidade artística alterou-se da figura calma para uma figura estoica, de homem resistente, imponente, e duro como uma rocha.
Transformou-se em um dos grandes campeões de bilheteria no genêro faroeste, tendo ganhado muito dinheiro. Sua prosperidade aumentou ainda mais a partir dos anos 1950, quando se aliou ao diretor Budd Boetticher, com quem fez uma série de faroestes. Já nesta época, Scott havia se associado ao produtor Harry Joe Brown, e juntos fundaram a Randbrow Enterprises, uma produtora que realizou muitas películas do astro, tanto para a Warner Brothers quanto para a Columbia Pictures.

## Randolph Scott e Cary Grant
Por mais de 30 anos, Scott e Cary Grant foram amigos inseparáveis, o que causou, mais tarde, rumores de que os dois astros fossem homossexuais. Em fim dos anos 1930, Grant e Scott eram companheiros de quarto, em uma casa de praia, alugada pelo próprio Grant. Na ocasião, os dois jamais foram vistos com mulheres ou outras estrelas, e muitas fotos dos dois atores foram tiradas na piscina. Mesmo depois de casados com suas mulheres, eles ainda mantinham encontros. Ao saber do falecimento de Grant, em 1986, o velho Scott, então já com oitenta e cinco anos de idade, compareceu ao velório antes da cremação, dirigiu-se ao caixão, pegou nas mãos do cadáver, beijou-as, colocou–as sobre sua cabeça, e chorou.

## Casamentos
Randolph Scott casou-se duas vezes; a primeira em 1936 com Mariana Du Pont Somerville, de quem se divorciou em 1939; voltou a se casar em 1944,com uma senhora da alta sociedade de Los Angeles, Patricia Stillman (que já havia feito alguns trabalhos como atriz), com quem teve dois filhos, Sandra e Christopher. A união durou até o fim de sua vida, em 1987.

## O golfe, outras curiosidades, e o fim
Decidiu aposentar-se após a conclusão de sua última película, Ride the High Country (1962), clássico de Sam Peckinpah, onde contracenou com outro gigante do faroeste, Joel McCrea. Começou a dedicar-se ao seu rancho, na Carolina do Norte, onde passava o primeiro semestre todos os anos. Chegando o semestre seguinte, voltava para sua mansão em Beverly Hills, na Califórnia, e a seu passatempo preferido: o golfe.
Desde que entrou para comunidade de Hollywood, Randy adorava golfe, e ao tentar ingressar como sócio num clube de Beverly Hills, teve sua proposta recusada. O motivo justificado pelos proprietários foi de que não aceitavam naquele recinto "judeus e atores". Em contrapartida, Scott se defendeu, dizendo o seguinte: "Amigos, os senhores estão enganados. Eu não sou ator, e os vinte e cinco filmes que fiz provam isso. Sei brigar, sei cortejar a mocinha, sei usar o revólver, mas ator, nunca fui!". Imediatamente, sua proposta de sócio foi aprovada.
Interpretou um vilão somente uma vez. Foi em The Spoilers 1942), contracenando com Marlene Dietrich e John Wayne. Scott luta ferozmente com Wayne por Marlene, uma luta que dura oito minutos, saindo Wayne vencedor, embora repleto de contusões. Os dois atores se socaram de verdade, mas tudo foi combinado entre eles, que dispensaram dublês para a cena.
Outro dos melhores amigos de Randolph Scott foi o Reverendo Billy Graham.
Stardust era o nome de seu cavalo, cavalgado por ele em seus muitos faroestes.
No fim da vida, Scott se tornou multimilionário graças aos seus bons investimentos e gastou os anos que lhe restavam jogando golfe. Morreu no dia 2 de Março de 1987, aos oitenta e nove anos de idade, após ter sofrido vários ataques de pneumonia e ter o coração muito debilitado, deixando a segunda esposa, Patricia (falecida em 2005), e seus dois filhos, Christopher e Sandra. Foi sepultado em Elmwood Cemetery, em Charlotte.

## Carreira

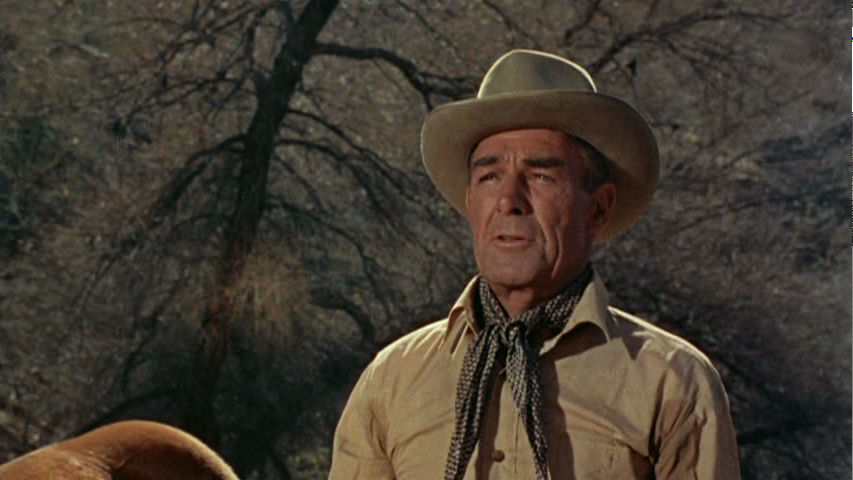
Randolph Scott em Buchanan Rides Alone (1958)

Depois de pequenos papéis em vários filmes, alguns inclusive sem receber créditos, Scott fez para a Paramount, entre 1932 e 1935, uma série de dez faroestes B baseados em histórias de Zane Grey, que serviram para consolidar sua imagem, não só na indústria cinematográfica, mas principalmente entre a massa de espectadores. Sete desses filmes foram dirigidos por Henry Hathaway, que estava começando sua carreira.
Até 1945, Scott esteve em fitas de diversos gêneros, como aventuras (She, 1935), comédias (My Favorite Wife, 1940) e dramas de guerra (Gung Ho!, 1943), ao mesmo tempo em que se firmava em faroestes coestrelados, entre outros, por Tyrone Power e Henry Fonda (Jesse James, 1939), Errol Flynn e Humphrey Bogart (Virginia City, 1940) e Gene Tierney (Belle Starr, 1941).
No entanto, a partir de 1946, todos os seus filmes são faroestes, com exceção de dois: a comédia Home Sweet Homicide, 1946) e o drama (Christmas Eve, 1947). Entre fitas de rotina e outras com atrativos diversos, Scott trabalhou, entre outros, com os diretores Ray Enright, Andre DeToth, Gordon Douglas, Lesley Selander e John Sturges.
Porém, sua parceria mais importante foi aquela iniciada em 1956 com Budd Boetticher, com quem fez sete faroestes, hoje todos considerados clássicos: Seven Men from Now (1956), The Tall T (1956), Decision at Sundown (1957), Buchanan Rides Alone (1958), Ride Lonesome (1959), Westbound (1959) e Comanche Station (1960).
Ride the High Country (1962) encerrou de forma brilhante a extraordinária carreira de Scott, que fez mais westerns que outros grandes nomes do gênero, como John Wayne e Gary Cooper.

## Filmografia
| - 1929 Sharp Shooters (não creditado) - 1929 The Far Call - 1929 The Black Watch (não creditado) - 1929 Dynamite (não creditado) - 1929 The Virginian - 1930 Born Reckless (não creditado) - 1931 Women Men Marry - 1932 Sky Bride - 1932 Hot Saturday - 1932 A Successful Calamity - 1932 Heritage of the Desert - 1932 Wild Horse Mesa - 1932 The Thundering Herd - 1933 Island of Lost Souls - 1933 Hello, Everybody! - 1933 Murders in the Zoo - 1933 Supernatural - 1933 Cocktail Hour - 1933 Sunset Pass - 1933 Man of the Forest - 1933 To the Last Man - 1934 Broken Dreams - 1934 The Last Round-Up - 1934 Wagon Wheels - 1935 Home on the Range - 1935 Roberta - 1935 Village Tale - 1935 She - 1935 So Red the Rose - 1935 Rocky Mountain Mystery - 1936 Follow the Fleet - 1936 And Sudden Death - 1936 Go West, Young Man - 1936 The Last of the Mohicans - 1937 High, Wide and Handsome - 1938 Rebecca of Sunnybrook Farm - 1938 The Texans - 1938 The Road to Reno - 1939 Coast Guard - 1939 20,000 Men a Year - 1939 Jesse James - 1939 Susannah of the Mounties - 1939 Frontier Marshal - 1940 My Favorite Wife - 1940 Virginia City - 1940 When the Daltons Rode - 1941 Paris Calling - 1941 Western Union - 1941 Belle Starr - 1942 To the Shores of Tripoli - 1942 Pittsburgh | - 1942 The Spoilers - 1943 Bombardier - 1943 Corvette K-225 - 1943 Gung Ho! - 1943 The Desperadoes - 1944 Belle of the Yukon - 1944 Follow the Boys - 1945 China Sky - 1945 Captain Kidd - 1946 Home Sweet Homicide - 1946 Abilene Town - 1946 Badman's Territory - 1947 Christmas Eve - 1947 Trail Street - 1947 Gunfighters - 1948 Albuquerque - 1948 Coroner Creek - 1948 Return of the Bad Men - 1949 The Doolins of Oklahoma - 1949 The Walking Hills - 1949 Canadian Pacific - 1949 Fighting Man of the Plains - 1950 The Nevadan - 1950 Colt .45 - 1950 The Cariboo Trail - 1951 Sugarfoot - 1951 Fort Worth - 1951 Santa Fe - 1951 Man in the Saddle - 1952 Carson City - 1952 Hangman's Knot - 1953 The Man Behind the Gun - 1953 The Stranger Wore a Gun - 1953 Thunder Over the Plains - 1954 Riding Shotgun - 1954 The Bounty Hunter - 1955 Ten Wanted Men - 1955 Rage at Dawn - 1955 Tall Man Riding - 1955 A Lawless Street - 1956 7th Cavalry - 1956 Seven Men from Now - 1957 The Tall T - 1957 Shoot-Out at Medicine Bend - 1957 Decision at Sundown - 1958 Buchanan Rides Alone - 1959 Ride Lonesome - 1959 Westbound - 1960 Comanche Station - 1962 Ride the High Country |